# Nokia 2760
Nokia 2760 – telefon komórkowy wyprodukowany przez firmę Nokia na Węgrzech. Wyposażony jest w funkcje takie jak MMS, GPRS, Java i dzwonki polifoniczne, a także w aparat fotograficzny i kamerę o rozdzielczości 640x480. Ma system głośnomówiący, radio oraz bluetooth. Akumulator ma pojemność 700 mAh, a książka adresowa mieści 1000 kontaktów.